# Waxweiler
Waxweiler is een plaats in de Duitse deelstaat Rijnland-Palts, en maakt deel uit van de Eifelkreis Bitburg-Prüm. Op korte afstand liggen de steden Prüm en Bitburg. Waxweiler is te bereiken via de A60. De voormalige spoorlijn Pronsfeld - Waxweiler, een aftakking van de Westeifelbahn die tot 1987 voor reizigersverkeer gebruikt werd, is geschikt gemaakt voor wandelaars en fietsers.
Waxweiler telt 1.110 inwoners.

## Bestuur
De plaats is een Ortsgemeinde en maakt deel uit van de Verbandsgemeinde Arzfeld.
Verbandsvrije stad:  Bitburg